# Aeroporto di Sohar
L'Aeroporto Internazionale di Sohar (IATA: OHS, ICAO: OOSH) è un aeroporto dell'Sultanato dell'Oman ed è situato a circa 13 km dal centro città di Sohar. L'aeroporto gestisce sia voli nazionali per Salalah che internazionali verso paesi vicini della penisola arabica.

## Storia
I lavori di costruzione dell'aeroporto iniziarono nel 2011 con la realizzazione della pista da 4.000m , taxiways e piazzale aeromobili che furono completati nel 2013. Nel 2014 è stata costruita una piccola aerostazione temporanea che permise di aprire l'aeroporto il 18 novembre dello stesso anno in occasione di un volo inaugurale operato da Oman Air. Il primo volo internazionale da Sohar fu un operato il 9 luglio 2017 da Air Arabia con un volo per Sharjah.

## Statistiche
| Anno | Passeggeri | Movimenti |
| ---- | ---------- | --------- |
| 2020 | 68,866     | 550       |
| 2019 | 320,523    | 2,450     |
| 2018 | 336,245    | 2,716     |
| 2017 | 112,911    | 928       |
| 2016 | 197        | 52        |